# 조르디 사발
조르디 사발(카탈루냐어: Jordi Savall i Bernade ˈʒɔɾði səˈβaʎ i βəɾnəˈðɛt, 1941년 8월 1일~)은 카탈루냐의 지휘자이자 비올 연주가, 작곡가이다.

## 활동
1974년 아내인 소프라노 몽세라 피게라스와 함께 원전연주 악단인 에스페리옹 XX을 창단했다. 1987년에는 바르셀로나로 돌아와 18세기 이전 음악을 전문적으로 다루는 보컬 앙상블 라 카펠라 레이알 데 카탈루냐를 창단한다.
1989년에는 바로크 음악 위주의 관현악단인 르 콩세르 데 나씨옹을 조직하여 현재 이 3개 악단을 이끌고 있다.
조르디 사발의 자녀들도 사발과 같이 공연하곤 한다. 2011년 작고한 부인 몽세라 피게라스는 소프라노이고, 딸인 아리안나 사발은 하프를, 아들인 페란 사발은 테오르보와 류트를 연주한다. 자녀들 모두 성악을 하기도 한다.
2017년에는 서양 음악이 아닌 아프리카의 전통음악을 녹음했다.

## 녹음
100여편이 넘는 음반이 있다. 처음에는 EMI 클래식과 계약했는데 1975년에는 아스트레Astrée와도 계약한다. 1998년에는 개인 레이블 알리아 복스Alia Vox를 설립하여 거기서 음반을 발표한다.